# Dmitrij Liss
Dmitrij Liss (Balašov, 1960) è un direttore d'orchestra russo.
È direttore artistico e musicale dell'Orchestra Filarmonica degli Urali.

## Biografia
Dmitrij Liss nasce nel 1960 a Balašov (Saratov). Viene subito indirizzato alla carriera musicale, studiando al Conservatorio della sua città con il direttore dell'Orchestra filarmonica di Mosca Dmitrij Kitajenko. Liss lavora dapprima come suo assistente, poi si diploma nel 1984 e comincia la sua carriera dirigendo la Kuzbass Symphony Orchestra. Nel 1991 viene promosso a direttore musicale a tutti gli effetti, diventando così il più giovane in tutta la Russia.
Dal 1995, Dmitrij Liss è direttore artistico e musicale dell'Orchestra filarmonica degli Urali. Nel 1999 viene designato direttore associato dell'Orchestra nazionale russa.